# Cantón Chunchi
El cantón Chunchi pertenece a la Provincia de Chimborazo en el Ecuador. Está ubicado en el extremo sur de la provincia. Chunchi es conocido también como el Sillón Andino del Ecuador. 
El 4 de julio de 1944 bajo la presidencia de José María Velasco Ibarra la población de Chunchi se cantonizó. Conmemoran esta fecha con una serie de actividades como toros, desfiles, campeonatos deportivos, conciertos, etc.
Se encuentra a 130 km de Riobamba, limita al sur con la Provincia de Cañar. Tiene una extensión de 279 km² de suelo irregular, una altitud entre los 1.600 y 4.300 m s. n. m. El clima va desde el subtrópico hasta el frío de los páramos, con una temperatura promedio entre 14 °C. y 21 °C.
Al norte oeste y este limita con el Cantón Alausí, y al sur con la Provincia del Cañar 
La gran variedad de cotas, asociada a la variedad de temperaturas y microclimas favorecen la existencia de una gran variedad de fauna y flora en el cantón.
El suelo de Chunchi es rico en nutrientes y las lluvias favorecen la agricultura. En los valles de Piñancay se cultivan frutales de clima tropical. En algunos sitios se conserva el bosque andino y en el páramo aún subsisten lobos, zorros, conejos, venados etc. 
La zona del Charrón es agrícola y ganadera, es conocida por la crianza de toros de lidia, por su producción lechera y de sus derivados. Los principales cultivos son: el maíz, patatas, zapallos, ocas, mellocos, ají, etc.

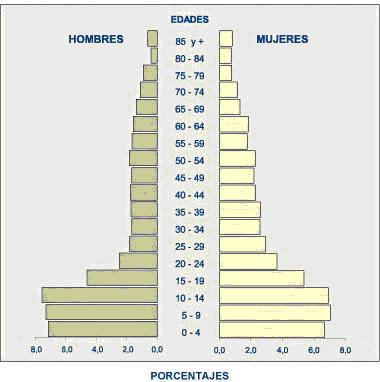
Pirámide de la población del Cantón Chunchi.

## Demografía
De acuerdo con el Sistema Integrado de Indicadores Sociales del Ecuador, SIISE, la pobreza por necesidades básicas insatisfechas, alcanza el 78,13% de la población total del cantón, y la extrema pobreza: 54,94%. Pertenecen a la Población Económicamente Activa: 47,82% de los habitantes.
La población total del cantón, es de 20.587 habitantes, lo que nos da una densidad poblacional de 44 habitantes por km². En la cabecera cantonal, el área urbana alberga 9.354 habitantes, mientras que el área rural existen 11.233 habitantes. 
La tasa de crecimiento anual de la población para el período 1990-2001, fue de -0,7%.
La población masculina alcanza el 47,18%, mientras que la femenina, el 52,82%.
El analfabetismo en mujeres alcanza el 24,6%, mientras que en varones alcanza el 16,2%.
Un significativo porcentaje de la población carece de alcantarillado, apenas lo poseen el 40% de las viviendas, mientras que el 62,83% de las viviendas disponen de algún sistema de eliminación de excretas. Servicio higiénico exclusivo está presente en el 41,37% de las viviendas. La recolección de basura cubre el 27,96% de los hogares.
Agua entubada dentro de la vivienda: 0,35%. Energía eléctrica 89,49% y servicio telefónico 13,33%.
En síntesis, el déficit de servicios residenciales básicos alcanza al 68,05% de viviendas.

## División política
Chunchi se divide en cinco parroquias, una urbana y cuatro rurales:

### Parroquia urbana
- Chunchi (cabecera cantonal)

### Parroquias rurales
- Capzol
- Compud
- Gonzol
- Llagos

## Turismo
En el Páramo Chuncheño encontramos varios atractivos como: La Cascada de Espíndola, se encuentran las lagunas de Las tres cruces, Culebrillas, Yahuarcocha, y otras como:
- EL PUÑAY: Es la montaña que se levanta en medio del gran valle de Piñancay. Presenta atardeceres brillantes, los rayos del sol atraviesan la gran llanura del litoral. Desde la cima del puñay en las noches despejadas se pueden divisar las luces de ciudades de la costa incluyendo Guayaquil. Además en este lugar se han hecho varios descubrimientos arqueológicos de gran importancia.. lo que ha constituido, una verdadera riqueza cultural precolombina. Últimamente se ha descubierto pirámides truncas que podrían formar una gran guacamaya gigante.

- PARAMO DE CHUNCHI En el Páramo Chuncheño encontramos varios atractivos como: El Mejor tramo del Camino del Inca en el Ecuador, La Cascada de Espindola, Lagunas: como tres cruces, culebrillas, Yahuarcocha, y otras, donde se puede hacer pesca deportiva (principalmente Truchas).
- Piñancay: Este pequeño recinto ubicado a unos pocos km de Chunchi es muy visitado debido a su tan deliciosa fruta ¨El pepino¨ la cual tiene un sabor dulce y su pulpa almacena gran cantidad de agua, volviéndose así muy buen tratamiento para los riñones

Encontramos también varias figuras en piedra. Como el Padre Urco (Un sacerdote con una biblia en sus manos “piedra natural”). Y muchas figuras más con un increíble parecido a la realidad. Que han sido la inspiración de muchas leyendas.

## Fútbol
River Plate de Riobamba
| Riobamba
| Chimborazo
- Deportivo Chunchi